# Incantatie. Van een stervenden genius
Incantatie. Van een stervenden genius is een sonnet, in 1906 te Nice geschreven, door Louis Couperus.

## Beschrijving
De eerste twee coupletten van het sonnet luiden:
O, kom tot mij, gij denker, dichter, droomer!
Neem mij de hand, ik weet een paradijs:
Laat mij u leiden door Latijnschen zomer;
De rozenvelde' ontbloeien er waar ik wijs!
De accacia sneeuwt; terwijl de oranjeboom er
Bezwijmelt, is de olijf er zacht'r en grijs;
De zonnedag maakt u het het hart er vromer,
De sterrenacht maakt u de ziel er wijs!

## Geschiedenis
Dit sonnet verscheen voor het eerst in Groot Nederland in augustus 1906. Daarna werd het nooit gebundeld. Het verscheen vervolgens pas in 1964 in de bloemlezing Schimmen van glans van Marc Galle, en daarna in 1975 in het door Ronald Breugelmans geredigeerde Nagelaten werk.
Het sonnet was gedateerd "Nice, 1906". De grootmoeder van Emma Garzes-Lodomez, Maria Lodomez (eigenlijk: Cordes, 1835-1911), woonde een tijd in de kamer naast die van Louis Couperus te Bagni di Lucca en er ontstond een vriendschap. Couperus was teleurgesteld toen hij vernam dat men aan zijn vriendin had medegedeeld dat hij een bekend schrijver was, omdat hij het juist zo leuk had gevonden dat deze van hem hield om hemzelf: maintenant ça ne sera plus jamais la même chose! Emma Garzes kreeg Nederlandse les en een groot aantal van zijn werken in vertaling met opdrachten van Couperus. Zij zei echter dat Couperus te ongeduldig was geweest om een goede leraar te zijn. Couperus schreef het sonnet, de Incantatie van een stervend genius in het liber amicorum van haar dochter Bona Garzes; het is daarin gedateerd "6.12.VI". Couperus bleef ook later nog, van 1906 tot 1918 in correspondentie met zijn Italiaanse vrienden.
Het sonnet in het album amicorum was samen met de brieven en manuscripten nog in 1936 in het bezit van de dames Garzes die in dat jaar inzage gaven aan de in Florence wonende mevrouw E.W.J. Bueno de Mesquita die daarover verhaalde in het Algemeen Handelsblad. Daarna is een deel geveild in 1953 te Amsterdam bij veilinghuis A.L. van Gendt. Volgens de laatste zou de collectie voor een groot deel toen zijn overgegaan naar Johan Polak die echter tegenover Frédéric Bastet in 1981 dat ontkende. Bastet baseerde zich voor een artikel in Maatstaf op een typoscript waarin de brieven waren afgeschreven en waarvan drie exemplaren bleken te bestaan. In 1981 zag vervolgens Bastet een aantal originele brieven via Johan Polak. Uiteindelijk is de collectie overgegaan naar ds. Jan Eekhof en via hem in 2006 in het Letterkundig museum terechtgekomen.